# (392) Wilhelmina
(392) Wilhelmina – planetoida z grupy pasa głównego asteroid okrążająca Słońce w ciągu 4 lat i 329 dni w średniej odległości 2,88 j.a. Została odkryta 4 listopada 1894 roku w Landessternwarte Heidelberg-Königstuhl w Heidelbergu przez Maxa Wolfa. Nazwa planetoidy pochodzi od Wilhelminy królowej Holandii. Przed jej nadaniem planetoida nosiła oznaczenie tymczasowe (392) 1894 BF.